# Sendeturm Künzell (Hessischer Rundfunk)
Der Sendeturm Künzell (Hessischer Rundfunk) ist eine Sendeanlage des Hessischen Rundfunks zur Ausstrahlung von Hörfunksignalen. Er befindet sich auf dem Gebiet der Gemeinde Künzell. Antennenträger ist ein freistehender Stahlfachwerkturm. Von dieser Sendeanlage werden die Stadt Fulda und umliegende Gebiete versorgt.
Die Anlage entstand Anfang der 1960er Jahre als Füllsender zur Übertragung des Deutschen Fernsehens auf VHF-Kanal 11. In der ersten Hälfte der 1980er Jahre begann die Ausstrahlung der Hörfunkprogramme hr3 und hr1 auf den UKW-Frequenzen 93,6 MHz und 102,5 MHz. 1986 wurde die hr1-Frequenz zunächst auf 103,9 MHz geändert und zum Oktober des Jahres an das damals neue Programm hr4 übergeben.

## Frequenzen und Programme

### Analoger Hörfunk (UKW)
| Frequenz (MHz) | Programm   | RDS PS   | RDS PI | Regionalisierung | ERP (kW) | Antennendiagramm rund (ND)/gerichtet (D) | Polarisation horizontal (H)/vertikal (V) |
| -------------- | ---------- | -------- | ------ | ---------------- | -------- | ---------------------------------------- | ---------------------------------------- |
| 89,7           | hr-info    | hr-iNFO_ | D367   | –                | 0,2      | ND                                       | H                                        |
| 93,6           | You FM     | _YOU_FM_ | D366   | –                | 0,3      | D (210–350°)                             | H                                        |
| 103,9          | hr4        | __hr4___ | D364   | Nord-Osthessen   | 0,3      | D (210–350°)                             | H                                        |
| 106,6          | hr2-kultur | __hr2___ | D362   | –                | 0,3      | ND                                       | H                                        |

### Analoges Fernsehen (PAL)
Vor der Umstellung auf DVB-T diente der Sendestandort weiterhin für analoges Fernsehen:
| Kanal | Frequenz (MHz) | Programm       | ERP (kW) | Sendediagramm rund (ND)/ gerichtet (D) | Polarisation horizontal (H)/ vertikal (V) |
| ----- | -------------- | -------------- | -------- | -------------------------------------- | ----------------------------------------- |
| 47    | 679,25         | Das Erste (hr) | 10       | D                                      | H                                         |